# Dragonfly (cantante)
Perla Andrea Meneses (6 de febrero de 1981), más conocida como Dragonfly, es una cantante, actriz y bailarina colombiana que saltó a la fama por colaborar en el sencillo «Rock the Boat», del disc jockey francés Bob Sinclar, en compañía de los cantantes y raperos estadounidenses Pitbull y Fatman Scoop.

## Biografía

### Sus inicios
A los 15 años, se mudó de su ciudad natal, Bogotá, en Colombia, al sur de Florida, donde comenzó a actuar en la escena de la música electropop de South Beach de Miami. Más tarde ganó la exposición internacional, a través de la exitosa serie de televisión, American Idol. Fue después de American Idol, donde comenzó a reinventarse a sí misma en la artista conocida como "Dragonfly".

### 2011:Rock the Boat, su salto a la fama
El año en que se dio a conocer, fue el 2011, colaborando en el sencillo del disc jockey francés Bob Sinclar, en compañía, también de los raperos estadounidenses, Pitbull y Fatman Scoop.

### 2012 - presente
En el presente, está trabajando con el productor, Tony CD Kelly. Muchas más cosas vienen en adelante, ya que llevará su música a un nuevo nivel en el escenario mundial.
Dragonfly ha sido presentada, en los principales programas de televisión, de Estados Unidos, como American Idol de Fox, Burn Notice de USA Network, The Glades en A&E, y Bang for Your Buck en HGTV. Además, ha terminado recientemente el rodaje de la próxima película importante y adaptación musical de Rock of Ages con Tom Cruise.
Ella también ha actuado en teatro, como muestra está el Musical de Broadway, West Side Story y Toni y la boda de Tina, que fue con la que tuvo una mayor duración en el mundo del espectáculo de teatro en vivo en South Beach Miami, la historia que tuvo lugar en la mansión emblemático club. 
Ella ha aparecido en comerciales de televisión en todo el país, en grandes videos musicales y mucho más.
En 2015 colabora con el dúo húngaro de música house Crazibiza en el sencillo «Got the Love», versionando al clásico «You Got the Love» de The Source con Candi Staton. Está incluida en la compilación "Ibiza Departure Vol 4."

## Discografía

### Colaboraciones
- 2011: «Too Sexy» (con SosaMan)
- 2011: «Bottle Popper» (con SosaMan & MDeez)
- 2012: «I Doesn't Matter» (con Riddler)
- 2012: «Rock the Boat» (de Bob Sinclar con Pitbull & Fatman Scoop)
- 2013: «Lifetime» (con Francesco Ienco)
- 2013: «Holiday» (Nemo aka Pashaa con Dragonfly)
- 2013: «Like It Ruff» (Duane Harden, Big Ali, DragonFly, DaOutsidaz con Sidney Samson)
- 2014: «Sledgehammer» (con R.O.N.N. aka Ron Carroll)
- 2014: «Leave It All Behind» (Alex Seda con Dragonfly)
- 2015: «Phoenix On Fire» (Cato Anaya con DragonFly & Marzon)
- 2015: «Subliminal» (Frontload & Dragonfly)
- 2015: «Got the Love» (Crazibiza & Dragonfly)